# 2016 au Danemark
| Années du Danemark : 2013 - 2014 - 2015 - 2016 - 2017 - 2018 - 2019    |
| Décennies du Danemark : 1980 - 1990 - 2000 - 2010 - 2020 - 2030 - 2040 |

Cet article traite des événements qui se sont produits durant l'année 2016 au Danemark.

## Gouvernements
- Monarque : Margrethe II
- Premier ministre : Lars Løkke Rasmussen

## Décès en 2016
- 3 janvier : Peter Naur, un informaticien (né en 1928)
- 20 février : Ove Verner Hansen (en), un acteur (né en 1932)
- 20 mars : Anker Jørgensen, un politicien qui a été Premier ministre du Danemark (né en 1922)